# クッキーバター
クッキーバター(cookie butter)は、スペキュロスというベルギーのクッキーと、植物油、コンデンスミルクまたはバター等の脂肪、小麦粉、砂糖から作るペースト状の食品である。サンドイッチに塗れるようになるまで材料を混ぜる。ベルギー、オランダ、フランス等では、ナッツバターやチョコスプレッドの代わりに一般的に用いられる。

## 歴史
このアイデアの考案者は、一般的に、Dutch Ritaというペンネームを持つOma Wapsieによるものとされており、彼女は2002年にこのレシピを自身のウェブサイトに掲載した。
このアイデアは、ベルギーの発明家に関するテレビ番組De Bedenkersで放映されたことを一因として広く知られるようになった。
スペキュロスからスプレッドを作るレシピについて、2人が発表している。1人は、その時点で既に特許を取得していたシェフのDanny De Maeyer、もう一人はEls Scheppersである。スペキュロス（アメリカ合衆国ではビスコフとして知られる）の最大のブランドであるロータス・ベーカリーズは、彼女のアイデアを購入し、製品化した。また、2009年には、市場を独占するため、De Maeyerの特許も購入した。
2011年1月20日、ベルギーのヘントにある商事裁判所は、この特許が保護される前に、Dutchのウェブサイトでレシピが公開されていたため、特許は無効と判決した。これにより、ロータスのLotus Biscoffの他、トレーダー・ジョーズのSpeculoos Cookie Butter等、様々なブランドから販売されるようになった。

## アメリカ合衆国

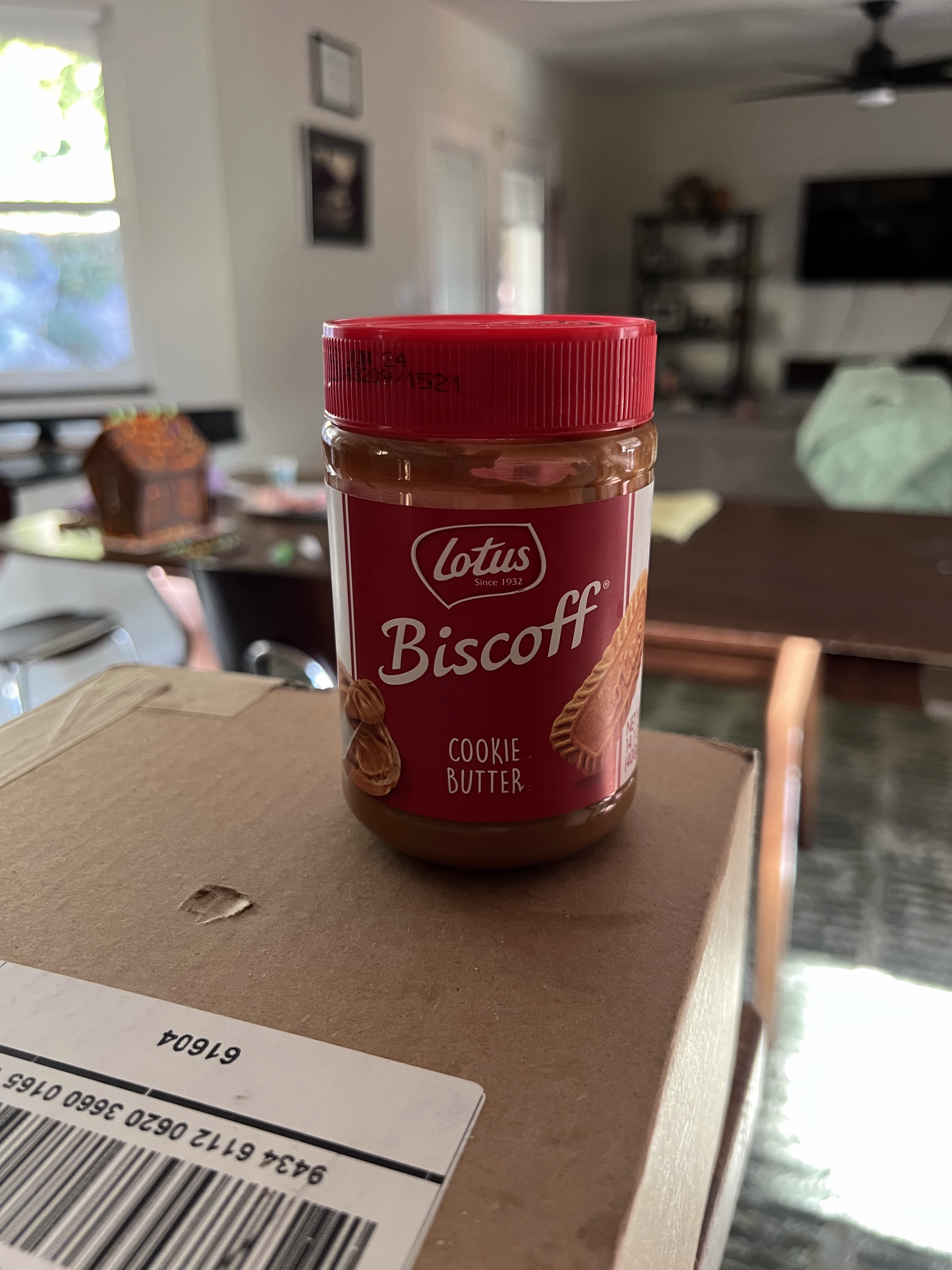
瓶に入ったロータス社のビスコフクッキーバター

このスプレッドは、2015年にアメリカ合衆国でカルト的な支持を集めた。休日によく食べられている。ロータスのLotus Biscoffが最も有名であるが、トレーダー・ジョーズのクッキーバターも人気がある。

## 様々なクッキーバター
スカンジナビア半島では、異なる種類のクッキーバターがケーキ作りに長年使われてきた。通常、粘度がかなり高く、ココアやリキュールで風味付けされる。
スウェーデンでは、ダムスーガレ（プンシュ・ロール）の主材料として用いられる。ココアとプンシュで風味付けされ、マジパンの薄いシートで包んで、ダークチョコレートをディップする。マジパンは、明るい緑色に色付けする。
デンマークではtrøffelmasseとして知られ、多くのベーカリーで販売されるstudenterbrød、romkugler（ラムボール）、træstammer等の伝統的なケーキの材料となる。多くの場合ココアで風味付けされ、他のクランブルケーキの材料にも用いられる。削ったココナッツやロールドオーツ、ジャム等と混ぜることもある。ジャムとしては、アプリコットやラズベリーのものが好まれる。

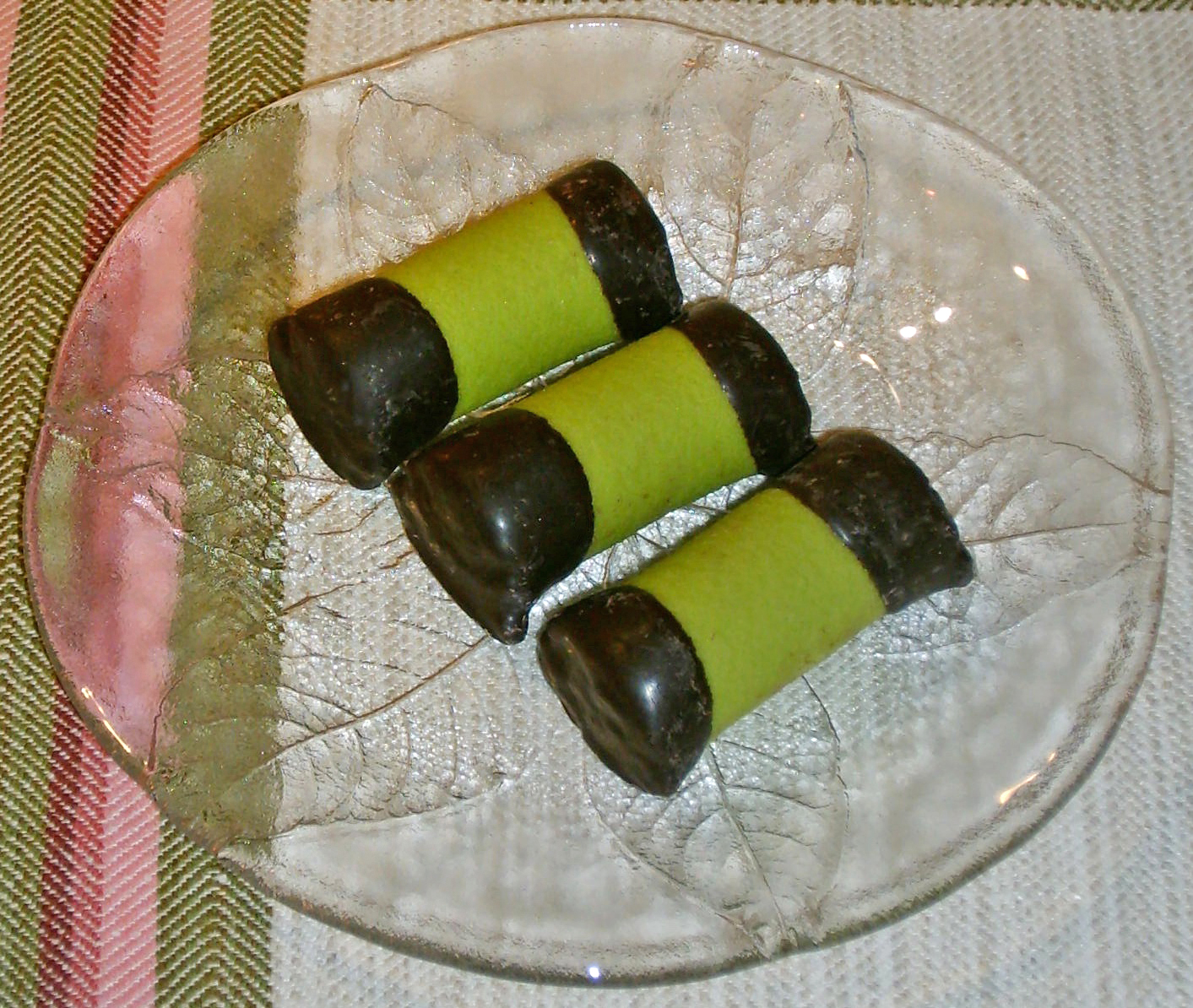
明るい緑色のマジパンで包み、ダークチョコレートを付けたスウェーデンのダムスーガレ
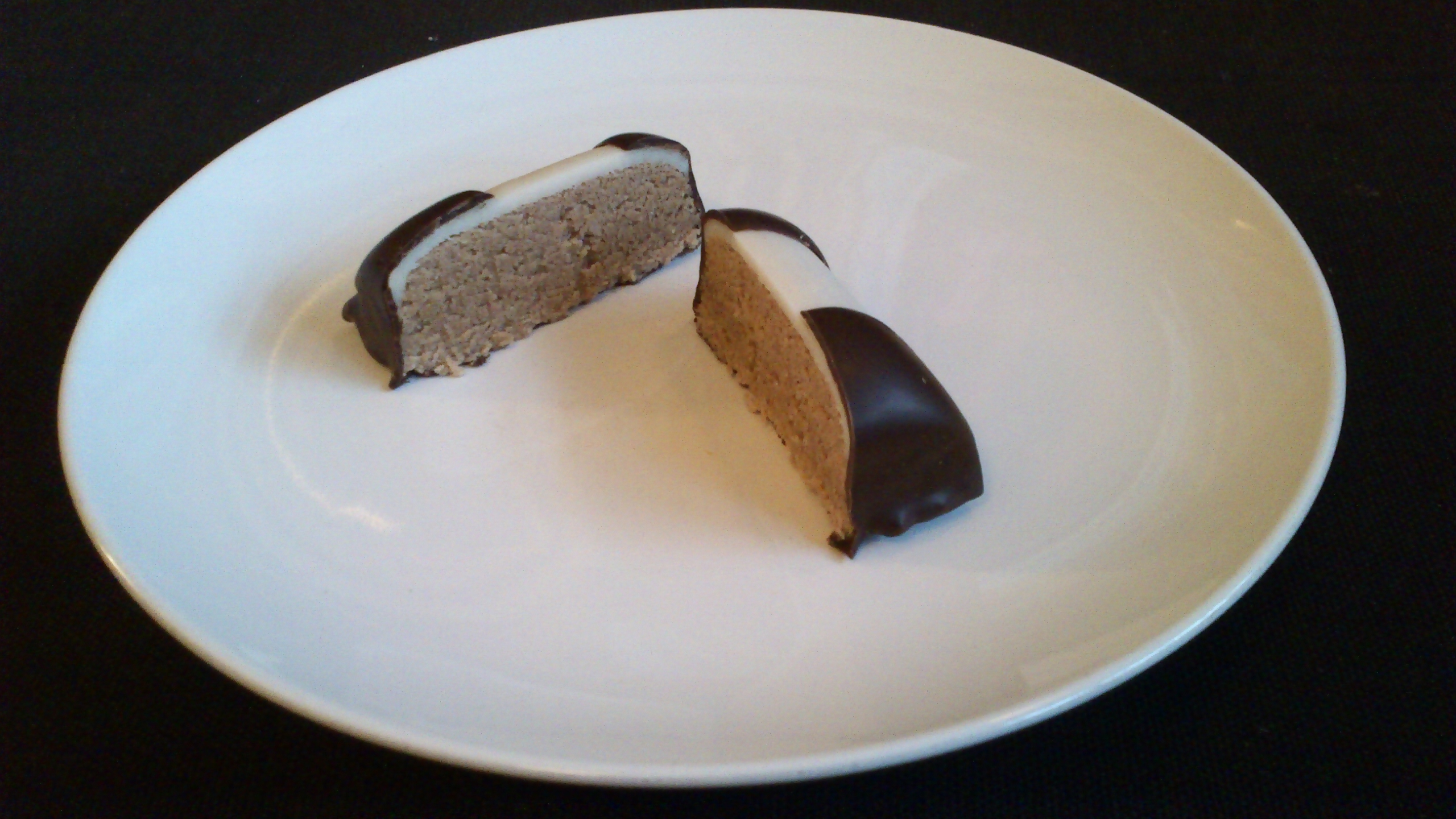
ココアとラムの風味のついたクッキーバターを包んだデンマークのtræstamme
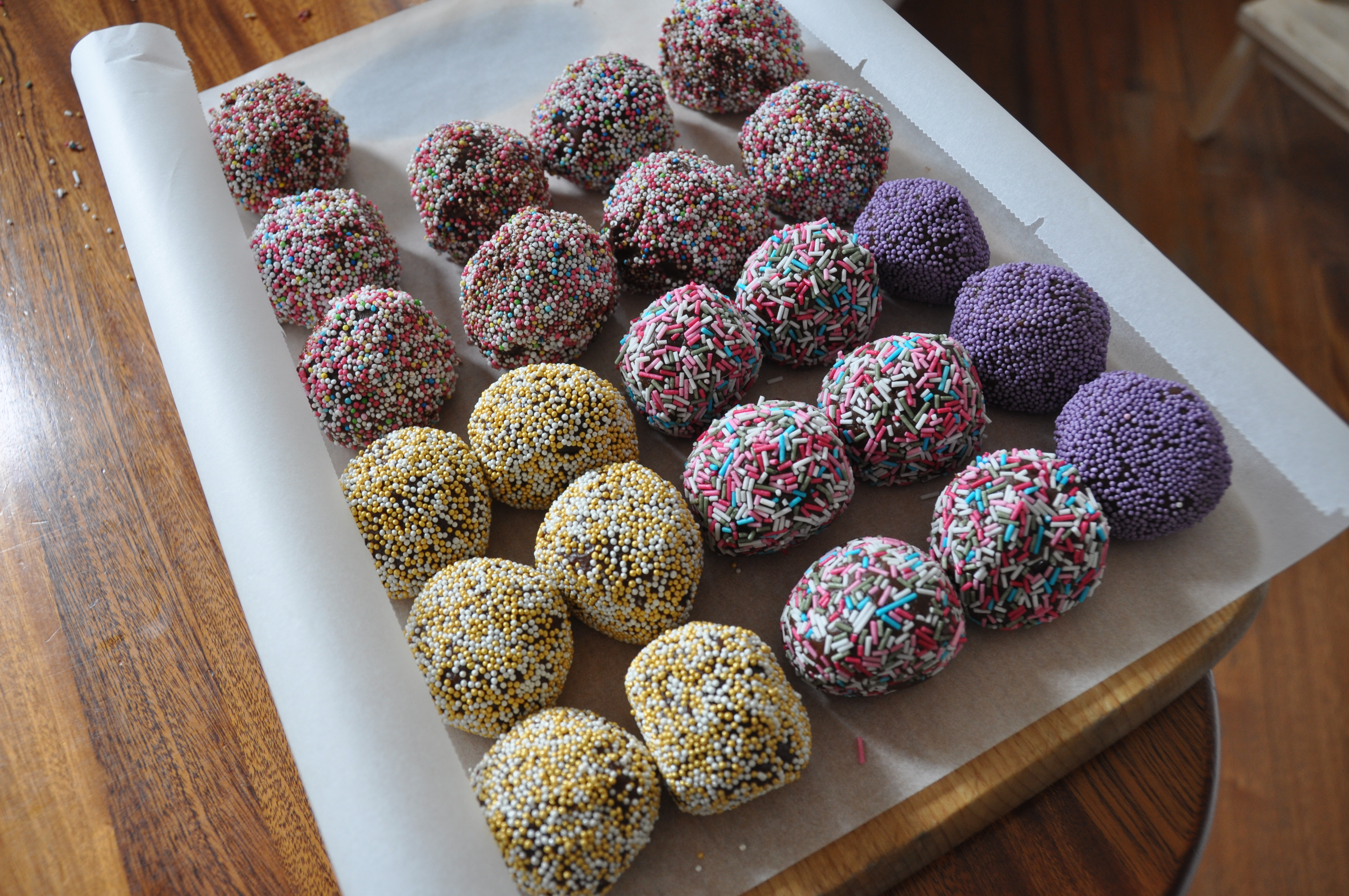
ココアとラムの風味のついた球状のクッキーバターに様々なスプリンクルを付けたデンマークのラムボール
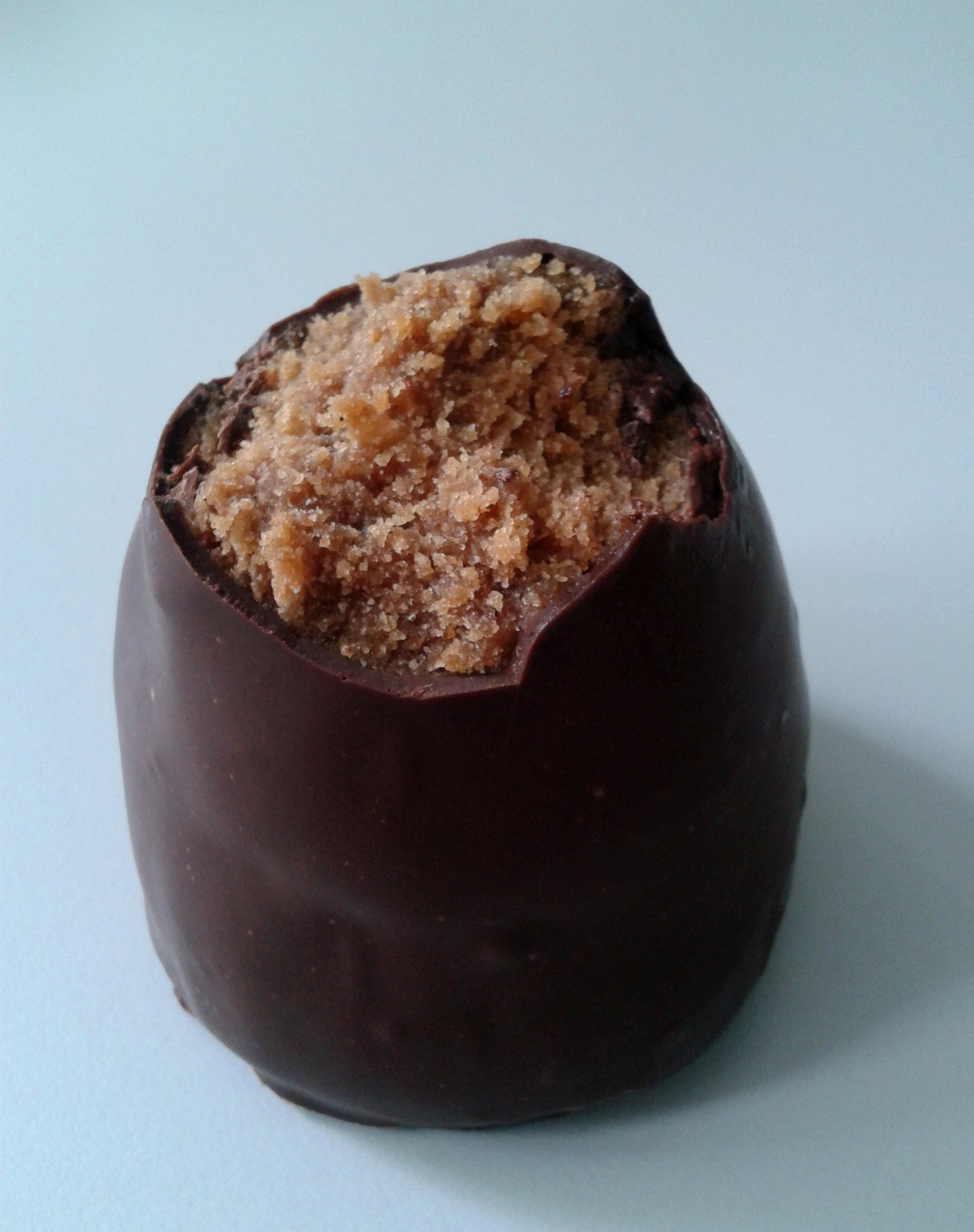
ココアとラムの風味のついたクッキーバターとバターをダークチョコレートで包んだドイツのGranatsplitter